# Caleb Burhans
Caleb Burhans (* 1980) je americký houslista, skladatel a dirigent. V roce 2001 absolvoval Eastman School of Music v newyorském Rochesteru. Kromě houslí hraje na řadu dalších nástrojů, včetně kytary, violy a klávesových nástrojů. Rovněž zpívá ve sboru. Roku 2013 vydal své první album Evensong. Je jedním ze zakládajících členů uskupení Alarm Will Sound a během své kariéry spolupracoval s mnoha hudebníky, mezi něž patří například Tyondai Braxton, John Zorn, Son Lux či skupina Arcade Fire. Jako dirigent pracoval například s orchestry London Sinfonietta a Wordless Music Orchestra. V listopadu 2017 hrál na housle při newyorských koncertech velšského hudebníka Johna Calea. V roce 2009 získal grant Annenberg Fellowship. Jeho manželkou je zpěvačka Martha Cluver.